# ...و کیسه در رودخانه است
«...و کیسه در رودخانه است» (به انگلیسی: ...And the Bag's in the River) سومین قسمت از فصل اول مجموعه تلویزیونی آمریکایی بریکینگ بد است. این قسمت به نویسندگی وینس گیلیگان و کارگردانی آدام برنستین در ۱۰ فوریه ۲۰۰۸ از شبکه ای‌ام‌سی در ایالات متحده و کانادا پخش شد.

## داستان
والت و جسی بقایای خونین امیلیو را تمیز می‌کنند در حالی که کریزی-۸ در زیرزمین به هوش می‌آید. در حین صحبت با والت، کریزی-۸ فاش می‌کند که جسی به او و امیلیو دربارهٔ زندگی شخصی والت گفته‌است. سپس والت با جسی روبرو می‌شود، در حالی که مت‌آمفتامین می‌کشد، جسی او را سرزنش می‌کند که به پایان معامله‌اش بر سر این دو عمل نکرده و آنجا را ترک می‌کند. در همین حال، اسکایلر به ماری می‌گوید که در حال کار بر روی یک داستان کوتاه جدید با شخصیتی معتاد است و او از او دربارهٔ ماری جوآنا می‌پرسد. ماری فرض می‌کند که اسکایلر فکر می‌کند والت جونیور در حال مواد کشیدن است، اما اسکایلر اصرار دارد که او فقط در مورد داستان خود صحبت می‌کرد. ماری از هنک می‌خواهد که والت جونیور را مستقیماً بترساند، و او را وادار می‌کند تا والت جونیور را به راه‌سرا ببرد تا نشان دهد که چگونه مت‌آمفتامین دندان‌های یک فاحشه را نابود کرده‌است.
والت به اسکایلر تلفن می‌زند تا از دیر آمدنش عذرخواهی کند و به دروغ ادعا می‌کند که در کارواش کار می‌کند. اسکایلر به والت اطلاع می‌دهد که می‌داند دو هفته قبل کارش را در آنجا ترک کرده و با عصبانیت به او می‌گوید که به خانه نیاید. والت مزایا و معایب کشتن کریزی-۸ را می‌سنجد، سپس در حالی که برایش ساندویچ می‌برد، در طبقه زیرزمین می‌افتد و بشقاب را خرد می‌شود. پس از اینکه به هوش می‌آید، والت به کریزی-۸ می‌گوید که سرطان ریه دارد. والت پس از مکالمه با کریزی-۸ و ظاهراً ایجاد عهد با او، تصمیم می‌گیرد او را آزاد کند. والت می‌رود تا کلید قفل دوچرخه را که کریزی-۸ را اسیر نگه داشته‌است، بیاورد. با این حال، او متوجه می‌شود که یک قطعه بزرگ از بشقاب شکسته گم شده‌است، که نشان می‌دهد کریزی-۸ آن را در حالی که بیهوش بوده برداشته است و قصد دارد از آن به عنوان سلاح استفاده کند. والت با اکراه گردن کریزی-۸ را با قفل دوچرخه تحت فشار می‌گذارد در حالی که کریزی-۸ با بشقاب شکسته به پای والت ضربه می‌زند. والت به خانه برمی‌گردد و اسکایلر را می‌بیند که روی تخت نشسته و گریه می‌کند. والت می‌گوید چیزی برای گفتن به او دارد.
در همین حال، هنک و چندین مأمور اداره مبارزه با مواد مخدر محل آشپزی را در بیابان به همراه ماشین کریزی-۸ کشف می‌کنند. داخل ماشین کیسه کوچکی از بلور مت‌آمفتامین که توسط والت پخته شده بود را پیدا کردند. خانواده بومیان آمریکایی ماسک آزمایشگاهی را که دختر جوان در قسمت قبلی پیدا کرد، تحویل می‌دهند.

## تولید
این قسمت توسط وینس گیلیگان نوشته شده و آدام برنستین کارگردانی آن را بر عهده داشته‌است؛ این قسمت در ۱۰ فوریه ۲۰۰۸ از شبکه ای‌ام‌سی در ایالات متحده و کانادا پخش شد.

عنوان این قسمت بخشی از دیالوگ فیلم بوی شیرین موفقیت ۱۹۵۷ است که در آن شخصیتی اعلام می‌کند که او مشکلی را حل کرده‌است. این یعنی اینکه والت کریزی-۸ را کشته‌است.
جی جی هانسکر: «این بدان معناست که تو یک برنامه داری. می‌توانی انجام دهی؟»
سیدنی فالکو: «امشب، قبل از اینکه به رختخواب بری. گربه در کیسه است و کیسه در رودخانه است.»

## برخورد انتقادی
این قسمت مورد تحسین منتقدان قرار گرفت. ست آمیتین از آی‌جی‌ان به این قسمت امتیاز ۸٫۹ از ۱۰ داد و بیان کرد: «اگر هر قسمت از هر برنامه تلویزیونی را در وجود خود قرار دهید و آن را در یک توپ غول‌پیکر جمع کنید، شک داریم که با چیزی به شدت آن یک دقیقه تلویزیونی که والت کریزی-۸ را کشت، ظاهر شوید.» دونا بومن از ای. وی. کلاب به قسمت «A-» داد و گفت: «همه چیزهای تیره‌ای که خیلی دوست داشتم و در بالا توضیح دادم -- با این حال این یک قسمت پر از خطوط خنده دار بود.»
در سال ۲۰۱۹، The Ringer قسمت «... و کیسه در رودخانه است» را در رتبهٔ دهم بهترین قسمت از ۶۲ قسمت کل بریکینگ بد قرار داد. Vulture.com آن را در رتبه ۲۲ گذاشت.